# Hermannia odorata
Hermannia odorata är en malvaväxtart som beskrevs av William Aiton. Hermannia odorata ingår i släktet Hermannia och familjen malvaväxter. Inga underarter finns listade i Catalogue of Life.